# トロ・ロッソ STR3
トロ・ロッソ STR3（Toro Rosso STR3）は、スクーデリア・トロ・ロッソが2008年のF1世界選手権に投入したフォーミュラ1カー。デザイナーはエイドリアン・ニューウェイ。パーツ開発の遅れから第6戦モナコグランプリでデビューした。

## 開発
基本的には昨シーズンのSTR2を正常進化させたマシンである。概観はシャークフィンを装着するなどレッドブル・RB4に酷似しており、エアロパーツもRB4の数戦遅れで導入されている。しかしエンジンは違うことから、ギアボックスやエンジンの補機類はSTR3専用のため、そこのエアロデザインはSTR3独自のものである。

## スペック
- タイヤ ブリヂストン
- ブレーキ ブレンボ
- エンジン フェラーリTipo056
- 気筒数・角度 V型8気筒・90度
- 排気量 2,398cc
- エンジン重量 95kg以上
- 燃料 シェル

## シーズン

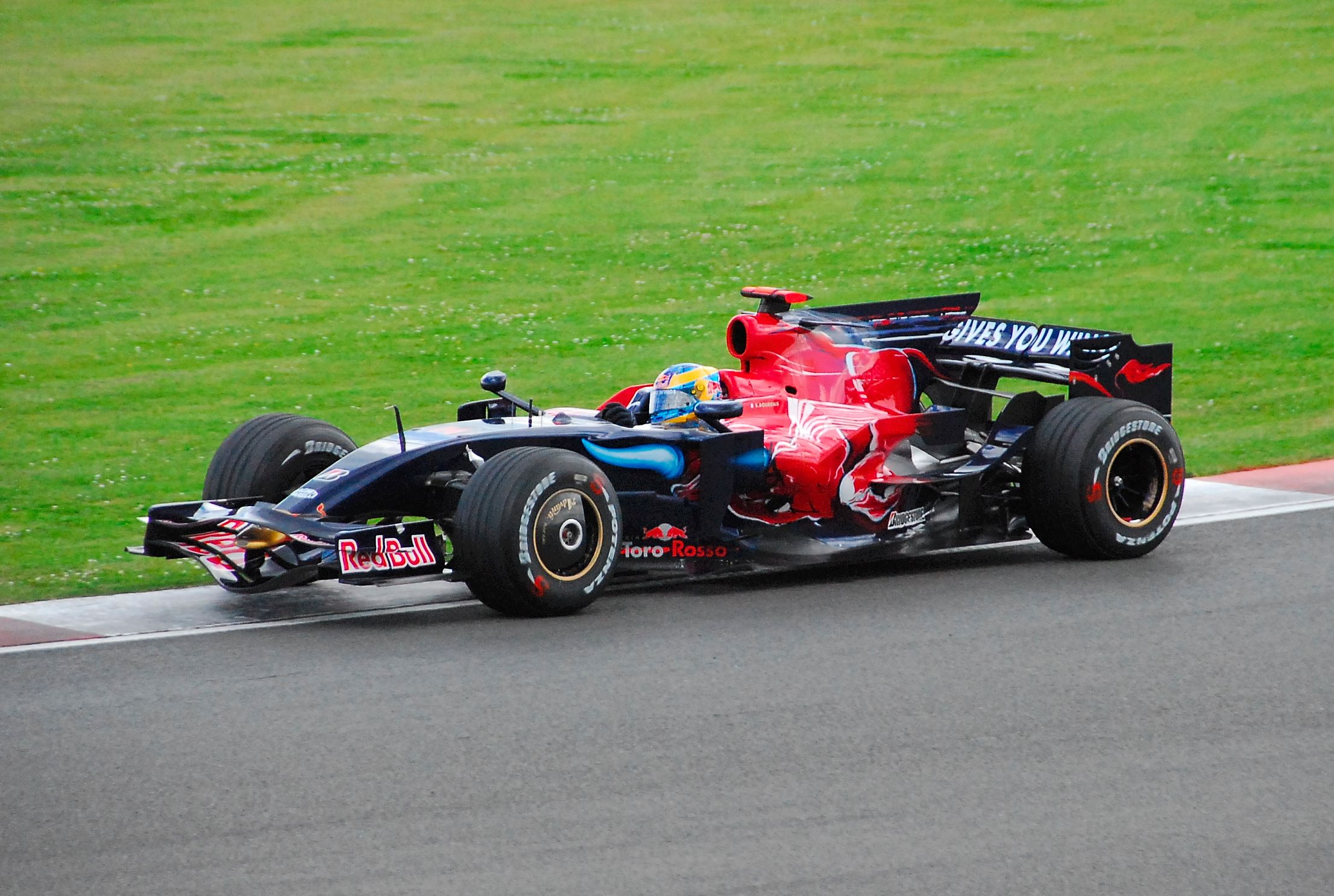
イギリスGPでセバスチャン・ボーデのドライブするSTR3

信頼性が向上されたSTR3の投入により、STR2Bでリタイアの続いた状況から一転した。
特に第14戦イタリアGPでは、雨のコンディションでセバスチャン・ベッテルがポールポジションを獲得。決勝でも危なげない走りでポールトゥーウィンを果たして、ベッテル自身とトロ・ロッソの前身であるミナルディを含め、初ポールポジション・初表彰台・初優勝を成し遂げた。またフェラーリ以外のイタリアンチームが優勝したのは、1957年にマセラティ250Fを駆ったスターリング・モス以来、半世紀ぶりのこととなった。技術・開発・予算などが高騰して、独立系チームが優勝することは不可能といわれているなかでの偉業だった。
最終戦ブラジルGP終盤でも、ドライバーズ・チャンピオン争いの首位にいたマクラーレン・MP4-23を駆るルイス・ハミルトンをベッテルがオーバーテイクしたことにより、タイトルの行方を最終ラップまでわからなくする活躍をした。
親チームのレッドブル・レーシングより先に初勝利を上げ、ここで獲得したポイントにより、コンストラクターズランキングもレッドブル・レーシングの7位を上回り、6位となった。

## 成績
太字はポールポジション、斜字はファステストラップ。(key)
| 年   | No. | ドライバー | 1   | 2   | 3   | 4   | 5   | 6   | 7   | 8   | 9   | 10  | 11  | 12  | 13  | 14  | 15  | 16  | 17  | 18  | ポイント | ランキング |
| 年   | No. | ドライバー | AUS | MAL | BHR | ESP | TUR | MON | CAN | FRA | GBR | GER | HUN | EUR | BEL | ITA | SIN | JPN | CHN | BRA | ポイント | ランキング |
| ---- | --- | ---------- | --- | --- | --- | --- | --- | --- | --- | --- | --- | --- | --- | --- | --- | --- | --- | --- | --- | --- | -------- | ---------- |
| 2008 | 14  | ボーデ     |     |     |     |     |     | Ret | 13  | 17  | 11  | 12  | 18  | 10  | 7   | 18  | 12  | 10  | 13  | 14  | 39       | 6th        |
| 2008 | 15  | ベッテル   |     |     |     |     |     | 5   | 8   | 12  | Ret | 8   | Ret | 6   | 5   | 1   | 5   | 6   | 9   | 4   | 39       | 6th        |

ドライバーズランキング
- セバスチャン・ボーデ 17位
- セバスチャン・ベッテル 8位